# Sindhura Gadde
Sindhura Gadde (in hindī సింధూర గద్దె; Vijayawada, 20 agosto 1984) è una modella indiana, incoronata Femina Miss India World 2005. Dopo la sua incoronazione, Gadde è apparsa in numerose manifestazioni come la TANA Conference 2005 a Detroit e presso il tempio Hindu Samaj a Wappingers Falls, New York. Sindhura Gadde è inoltre arrivata sino alle semifinali del concorso Miss Mondo 2005, tenutosi in Cina, ed ha partecipato ad alcuni film di bollywood come Heyy Babyy (2007), Sangamam (2008) e Amaravathi (2009).

## Filmografia
- Sangamam, regia di Rasool Ellore (2008)
- Amavarathi, regia di Ravi Babu (2009)